# Стеллецький Гнат Якович
Гна́т Я́кович Стелле́цький (*3 лютого 1878 р. — †11 листопада 1949 р.) — археолог, історик, спелеолог. Відкрив печери Іотопати та Абула в Палестині.

## Біографія
Народився в селі Григор'ївка Олександрівського повіту Катеринославської губернії, в сім'ї вчителя. Навчався в Харківській духовній семінарії, Київській духовній академії.
У 1905—1907 роках перебував у Палестині, викладав у Назаретській учительській семінарії. З 1907 року служив у Московському архіві Міністерства юстиції Російської імперії. Володів мовами арабською, французькою.
У 1908 р. керував археологічними розкопками курганів у Полтавській губернії; брав участь у XIV Археологічному з'їзді в Чернігові.
1910 року закінчив Московський археологічний інститут, захистив дисертацію «Мадебська карта-мозаїка Палестини у зв'язку з питанням про нову (російську) Бет-Захар»; обраний членом-кореспондентом, у 1911 — дійсним членом Московського археологічного товариства. Під час Першої світової війни перебував на Кавказькому фронті, вивчав археологічні пам'ятки вірменських територій Туреччини.
З 1918 р. жив у Лубнах. У 1920 — завідувач Лубенського українського народного музею. В 1921—1923 рр. проводив археологічні розкопки в Лубнах, Чигирині, Києві, інших містах України, співробітничав з установами ВУАН. У 1923 р. виїхав до Москви, там продовжив археологічні та бібліографічні дослідження Московського Кремля (вів пошуки бібліотеки Івана Грозного «Ліберія»), читав лекції у Військовій академії Червоної Армії, Першому державному університеті, Московському археологічному інституті.
1916 року міська управа Лубен виділила на пошуки скарбів князя Вишневецького кошти, запросили спеціаліста-археолога Стеллецького. Громадянська колотнеча по Жовтневому перевороту 1917 р. не дозволила йому продовжити розкопки, тому він виїхав, повернувшись до Лубен лише 1922 року. Йому вдалося віднайти підземний хід із замку, що вів до Сули, там знайшлися сотні останків мешканців, які намагалися врятуватися від повстанців М. Кривоноса 1648 року. Далі працювати археологу не дозволили, і восени 1923 року він повернувся до Москви. На початку 1930-х років Стеллецький звернувся з листом до Сталіна Й. В.: скарби князя потрібні для проведення індустріалізації — якщо лише на своє весілля він витратив понад 250 тисяч злотих, а в замку була велика кількість коштовностей і скульптур, це не могло зникнути безслідно; готуючись до з'єднання з польською армією, князь не міг взяти з собою у 600-кілометровий похід свої скарби. Крім того, археолог обіцяв відшукати і срібні копальні гетьмана Мазепи та інші скарби, однак відповіді від Сталіна не одержав.
Помер у Москві.

## Праці
Йому належать наукові праці з історії та археології Палестини, Росії; України —
- «Про ознаки нової християнської катакомби в Криму», «Варязькі катакомби Києво-Печерської лаври»;
- «Підземна Україна».